# Perdita submedia
Perdita submedia är en biart som beskrevs av Timberlake 1971. Perdita submedia ingår i släktet Perdita och familjen grävbin. Inga underarter finns listade i Catalogue of Life.